# Dexosarcophaga downsiana
Dexosarcophaga downsiana är en tvåvingeart som först beskrevs av Carroll William Dodge 1964.  Dexosarcophaga downsiana ingår i släktet Dexosarcophaga och familjen köttflugor.
Artens utbredningsområde är Venezuela. Inga underarter finns listade i Catalogue of Life.